# Else Alfelt
Else Alfelt (Copenaghen, 16 settembre 1910 – Copenaghen, 9 agosto 1974) è stata una pittrice danese.
Fu una delle due donne presenti nel gruppo CO.BR.A..
Sposò poi un altro membro del gruppo, Carl-Henning Pedersen.
Alfelt iniziò la sua carriera molto presto, ma non ebbe mai una vera e propria educazione artistica scolastica. Agli inizi del 1929, inviò i suoi pezzi d'arte all'annuale mostra degli artisti danesi (Kunstnernes Efterårsudstilling), ma non fu accettata fino al 1936, quando consegnò due ritratti naturalisti. In seguito a ciò, il suo stile pittorico cambiò, mutandosi in uno stile più astratto. Verso la fine del 1940, decise di uniri al gruppo CO.BR.A..
La sua arte spesso utilizza forme a spirali, montagne e sfere come un'espressione di "inner space". Oltre la pittura, creò una numerosa serie di mosaici. Quando creava dei ritratti, spesso suo marito posava per lei.
Le fu attribuito, nel 1961, il premio danese Tagea Brandt Rejselegat.